# Razia Khan
Razia Khan Amin (idioma bengalí রাজিয়া খান; 1936 – 28 de diciembre de 2011) fue una escritora, ensayista, y novelista bangladesí, poeta, educacionista.
También fue periodista, dramaturga, actriz de teatro y columnista de periódicos. En 1997, fue galardonada con el Ekushey Padak, por su contribución a la educación por el Gobierno de Bangladés.

## Educación y carrera
Khan completó sus B.Sc.s y M.Sc.s en cultura inglesa por la Universidad de Daca. Con una beca del British Council, asistió a la Universidad de Birmingham para altos estudios.
Khan se unió al Comité editorial del entonces "Pakistan Observer" (más tarde renombrado The Bangladesh Observer). Luego se uniría, como miembro académica del Departamento de Inglés de la Universidad de Daca.
En 1958, a la edad de 18 años, Khan escribió su primera novela Bot tolar Upannayash.

## Obra

### Novelas
- Bot tolar Upannayash (Novela del camino, 1959)
- Anukalpa (La Alternativa, 1959)
- Praticitra (La Impresión Azul, 170 p. 1975)
- Sonali ghasera desa, 100 p. (1978)
- Citra-kabya (Versos pintorescos,  200 p. 1980)
- He Mohajibon (O! Vida Eterna, 104 p. 1983)
- Draupadi 117 p. ISBN 9840737708, ISBN 9789840737703 (1992)[4]
- Padatik (El Peatón, 1996)
- Brhastonir
- Shikhor Himaddrir
- 'Bandi Bihongo[4]

### Poemarios
- Collected Poems. Autora Rājiẏā Khāna, publicado en 2014, 119 p. ISBN 9843366956, ISBN 9789843366955

## Galardones
- PEN Lay Writing Award (1956)
- Pope Gold Medal (como Distinguida Estudiante de la Universidad de Daca,  1957)
- Bangla Academy Literary Award (1975)
- Qamar Mushtari Gold  Medal (1985)
- Ekushey Padak (1997)
- Lekhika Sangha Gold Medal (1998)[4]
- Druhee Katha-Shahityak Abdur Rouf Choudhury Memorial Award (1999)
- Anannya Literature Award (2003)[4]

## Otras lecturas
- Hashmi, Alamgir (2005). «Khan, Razia (1935-)».  En Benson, Eugene; Conolly, L. W., eds. Encyclopedia of Postcolonial Literatures in English (en inglés). London: Routledge  – via Credo Reference.